# Баррандов
Баррандов (чеш. Barrandov) — район города Праги на левом берегу р. Влтава, названный в честь Йоахима Барранда в 1928 году (ранее местность имела название «Хаброва»). Входит в административный район Прага 5, в кадастровую зону Глубочепы. Подразделяется на «старый» и «новый». Новый Баррандов — спальный район современной застройки (с 1980 года). Старый Баррандов известен в первую очередь Баррандовскими террасами — комплексом зданий и вилл, садов и парков (памятник культуры (с 1988 г.), памятник архитектуры (с 1993 г.)), киностудией «Баррандов», Баррандовой скалой и др.

## История возникновения
Сын Вацлава Гавела (1861—1921) — Вацлав (1897—1979) в 1920-х годах обучался в Америке. Он восхищался Калифорнией, и его мечтой стала постройка на родине подобного социума — состоятельного, высокообразованного среднего класса, проживающего в современном жилье, — виллах в модном тогда течении функционализма. Им была приобретена земля в местности под названием «Хаброва» и в конце 1920-х годов развёрнуто строительство под патронажем архитектора Макса Урбана. Гавелу удалось изменить и название района — с 1928 года он стал официально называться Баррандов (в честь Йоахима Барранда, проводившего там исследования). Район быстро стал претендовать на звание самого современного и престижного в Праге. Одним из популярных и богемных мест города стал считаться ресторан «Баррандовские террасы». Идея строительства была скопирована с американского ресторана Клифф-Хаус (англ. «Cliff House») (Сан-Франциско), расположенного над скалами, из окон которого открывались потрясающие виды на Тихий океан. «Террасы» на скале вмещали до трёх тысяч гостей, а роль видов на Тихий океан с высоты скалы исполняла река Влтава.
Международную известность району принёс проект строительства киностудии, который начал реализовываться 28 ноября 1931 года. На площади более 45 гектаров Макс Урбан, ранее имевший опыт киносъёмок, применил не только свои архитектурные навыки, но и знания специфики кинодела: территория была застроена многочисленными съёмочными павильонами, мастерскими костюмов и декораций, складами реквизита. Отмечалось техническое оснащение студии — оно было одним из самых инновационных в Европе. В дальнейшем (1937) на Международной выставке искусства и техники, проходившей в Париже, Урбан получил Гран-при за проект киностудии «Баррандов» (англ. Barrandov Studios).
Снятый на ней в 1933 году первый кинофильм «Убийство на Островной улице» принёс дополнительную популярность району. «Баррандовские террасы» начали приобретать роль культового места, Баррандов застраивался элитными виллами, в дополнение к ресторану открылся ночной клуб «Trilobit bar», который пользовался популярностью у актёров, режиссёров и их поклонников. Во времена Первой республики Баррандов стал считаться своеобразным символом предпринимательского успеха.